# Guido Acklin
Guido Acklin (21 novembre 1969) è un ex bobbista svizzero.
È fratello di Donat, anch'egli bobbista di livello internazionale.

## Biografia
Ai XVII Giochi olimpici invernali (edizione disputatasi nel 1994 a Lillehammer, Norvegia) vinse la medaglia d'argento nel Bob a due con il connazionale Reto Götschi, partecipando per la nazionale svizzera.
Il tempo totalizzato fu di 3:30.86, con differenza minima rispetto all'altra nazionale svizzera (medaglia d'oro con 3:30.81) e quella italiana che realizzò un tempo di 3:31.01.
Inoltre ai campionati mondiali vinse numerose medaglie:
- nel 1996, bronzo nel bob a due[5]
- nel 1997, oro nel bob a due con Reto Götschi.